# Versetele satanice

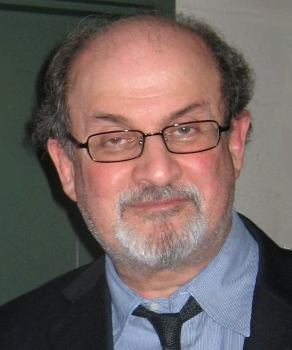
Salman Rushdie, 2008

Versetele satanice (în engleză The Satanic Verses) este al patrulea roman al scriitorului Salman Rushdie, publicat în premieră în 1988 și inspirat parțial de viața Profetului Mahomed. Ca și în cărțile anterioare, Rushdie s-a folosit de realismul magic și s-a bazat pe evenimente contemporane pentru a-și construi personajele. Titlul se referă la așa-numitele versete satanice, mai multe versete despre care se spune că ar fi făcut parte din Coran și că ar permite rugăciuni către trei zeități păgâne adorate la Mecca: Allāt, Uzza și Manāt. Partea poveștii în care se tratează subiectul „versetelor satanice” se bazează pe lucrările istoricilor al-Waqidi și al-Tabari.
În Regatul Unit, cartea a primit recenzii pozitive. În 1988 a fost finalist la Premiul Booker (pierzând în fața romanului lui Peter Carey, Oscar și Lucinda) și a câștigat Premiul Whitbread pentru romanul anului 1988.
În comunitatea musulmană, romanul a declanșat numeroase controverse, din cauza a ceea ce mulți musulmani considerau a fi blasfemii din carte. Romanul a fost interzis în India, a fost ars la unele demonstrații din Regatul Unit și a fost cauza unor revolte violente în Pakistan. În februarie 1989, Conducătorul Suprem al Iranului, Ayatollahul Ruhollah Khomeini, a emis o fatwa prin care cerea tuturor bunilor musulmani să-l ucidă sau să ajute la uciderea lui Rushdie și a editorilor săi. După fatwa, Rushdie a fost pus de guvernul britanic sub protecția poliției. Până în 2010, nu a fost rănit fizic, dar 38 de alte persoane au fost ucise în acte de violență comise împotriva persoanelor care au avut legături cu scrierea și publicarea cărții. Persoanele care au achiziționat și citit cartea nu au fost ținte.

## Sumar
Romanul este construit în stil de povestire în ramă, folosind elemente de realism magic, întrețesut cu o serie de acțiuni laterale narate sub formă de viziuni și vise ale unui protagonist sau ale altuia. Narațiunea principală, ca și multe alte opere ale lui Rushdie, implică indieni care trăiesc în Anglia contemporană. Cei doi protagoniști, Gibreel Farishta și Saladin Chamcha, sunt actori musulmani de origine indiană. Farishta este o mare vedetă a Bollywoodului specializată în roluri de zeități Hindu. (personajul se bazează în parte pe vedetele indiene de film Amitabh Bachchan și Rama Rao.) Chamcha este un emigrant care a rupt legătura cu identitatea sa indiană și lucrează ca actor de voce în Anglia.
La începutul romanului, ambii sunt într-un avion deturnat în zborul său dinspre India spre Marea Britanie. Avionul explodează deasupra Canalului Mânecii, dar cei doi sunt salvați prin minune. Într-o transformare miraculoasă, Farishta primește personalitatea arhanghelului Gavriil, iar Chamcha pe cea a unui diavol.
După ce este găsit pe plajă, Chamcha este arestat de poliție, care-l suspectează că este imigrant ilegal, în timp ce Farishta privește fără a interveni.
Ambele personaje luptă să își refacă viețile. Farishta își caută și își găsește iubirea pierdută, alpinista engleză Allie Cone, dar relația lor este umbrită de boala sa mintală. Chamcha, după ce și-a recăpătat prin minune forma umană, vrea să se răzbune pe Farishta pentru că l-a abandonat după căderea lor din avionul deturnat. În acest scop, el încurajează gelozia patologică a lui Farishta și distruge relația cu Allie. Într-un alt moment de criză, Farishta realizează ce a făcut Chamcha, dar îl iartă și chiar îi salvează viața.
Ambii se întorc în India. Farishta, încă bolnav, o ucide pe Allie într-o altă izbucnire de gelozie, după care se sinucide. Chamcha, care a găsit la Farishta nu doar iertare, ci și împăcarea cu tatăl său și cu identitatea sa indiană, hotărăște să rămână în India.

### Secvențele de vis
În poveste sunt introduse o serie de narațiuni de visuri semi-magice, atribuite minții bolnave a lui Gibreel Farishta. Ele sunt legate între ele de multe detalii tematice precum și de motivele comune ale revelației divine, credinței religioase, fanatismului religios și îndoielii.
Una dintre aceste secvențe conține mare parte din elementele ce au fost criticate ca fiind jignitoare față de musulmani. Este vorba de o renarare transformată a vieții lui Mahomed (denumit în roman „Mahound” sau „Vestitorul”) la Mecca („Jahilia”). În centrul ei se află episodul versetelor satanice, în care profetul proclamă o revelație în favoarea vechilor zeități politeiste, după care o retractează ca fiind o greșeală cauzată de ispita lui Shaitan. „Vestitorul” are doi adversari: o preoteasă păgână demonică, Hind și un poet satiric sceptic, Baal. Când profetul se întoarce victorios în oraș, Baal se ascunde într-un bordel subteran, în care prostituatele își iau identitatea nevestelor profetului. Unul dintre însoțitorii profetului susține că, îndoindu-se de autenticitatea „Vestitorului”, a modificat subtil unele părți din Coran în timp ce-i erau dictate.
A doua secvență spune povestea Ayeshei, o fată de țăran din India care susține că a primit revelații din partea Arhanghelului Gavriil. Ea îndeamnă întreaga comunitate a satului să plece pe jos în pelerinaj la Mecca, convingându-i că vor putea trece Marea Arabiei pe jos. Pelerinajul se termină într-un punct culminant catastrofal, în care credincioșii intră în apă și dispar, mărturiile martorilor fiind contradictorii, unii afirmând că s-au înecat și alții că ar fi reușit prin minune să traverseze marea.
A treia secvență de vis prezintă figura unui lider religios fanatic în exil, „Imamul”, cu acțiunea în secolul al XX-lea. Această figură este o aluzie evidentă la viața Ayatollahului Khomeini în exil la Paris, dar se și leagă prin diverse motive narative cu figura „Vestitorului”.

## Critica și analiza literară
Timothy Brennan a numit opera „cel mai ambițios roman publicat până acum care tratează experiența imigranților în Regatul Unit” care capturează dezorientarea imigranților (asociată visurilor) și procesul lor de „unire-prin-hibridizare”. Cartea este văzută ca un „studiu al înstrăinării”.
Muhammd Mashuq ibn Ally scria că „Versetele satanice este despre identitate, înstrăinare, dezrădăcinare, brutalitate, compromis și conformism. Cu aceste concepte se confruntă toți emigranții, deziluzionați de ambele culturi: de cea în care au trăit și de cea în care au venit. Știind că nu pot trăi o viață de anonimat, ei caută o cale de mijloc între cele două. Versetele satanice este o reflexie a dilemelor autorului.” Ally a spus că această carte îl relevă pe autor ca fiind „victima colonialismului britanic al secolului al XIX-lea”. Rushdie însuși a confirmat această interpretare a cărții sale, spunând că nu este despre islam, „ci despre emigrare, metamorfoză, ruptura de sine, dragoste, moarte, Londra și Bombay.” El a spus și că „este un roman care s-a întâmplat să conțină o condamnare a materialismului occidental. Tonul este comic.”
După apariția controverselor, unii intelectuali care cunoșteau noua carte, dar și opera lui Rushdie în ansamblul ei, cum ar fi M. D. Fletcher, au considerat că reacția este ironică. Fletcher scria: „este, poate, o ironie că cea mai mare ostilitate față de Rushdie o au tocmai cei despre care și (într-un sens) pentru care a scris”. El a spus că manifestarea controverselor în Regatul Unit „întrupează o furie ce izvorăște în parte din frustrările de emigrant și din eșecurile integrării multiculturale, ambele teme importante pentru Rushdie. Evident, printre interesele lui Rushdie se numără explorarea modului în care emigrația te face conștient că percepția realității este relativă și fragilă, natura credinței și revelației religioase, ca să nu mai vorbim de manipularea politică a religiei. (...) Rushdie pare să creadă că diverse comunități și culturi împărtășesc un anumit nivel de concepții morale comune pe baza căruia se poate stabili un dialog, și probabil din cauza aceasta a subestimat natura implacabilă  a ostilității stârnite de Versetele satanice, chiar dacă una dintre principalele teme ale romanului este natura periculoasă a sistemelor de credințe închise, absolutiste.”
Influențele lui Rushdie au fost multă vreme punct de interes al criticilor care analizează lucrările sale, iar în cazul
Versetelor satanice, Chandrabhanu Pattanayak a observat influențe din romanul lui William Blake Căsătoria cerului cu iadul și din Maestrul și Margareta de Mihail Bulgakov (influențe recunoscute și de Rushdie). M. Keith Booker a asemuit cartea cu Veghea lui Finnegan de James Joyce. Al-'Azm a remarcat influențe ale operelor lui François Rabelais asupra lui Rushdie, cu deosebire asupra Versetelor satanice. Alții au punctat influențe ale operelor clasice, cum ar fi Mahabharata și O mie și una de nopți.
Analiza lui Srinivas Aravamudan a fost percepută de alți critici ca fiind o părere cum că romanul este o dovadă ce „demonstrează compatibilitatea postmodernismului cu postcolonialismul într-un singur roman.”
Versetele satanice a continuat să releve apetitul lui Rushdie de a-și organiza operele în termeni de narațiuni paralele. În carte „există trei mari povești în paralel”, alternând secvențele de vis și de realitate, legate împreună de reapariția numelor personajelor în fiecare”. Versetele satanice prezintă și practica frecventă a lui Rushdie de utilizare a aluziilor pentru a invoca legături conotative. În carte, el a făcut referiri de la mitologie până la „fraze scurte ce invocă cultura populară recentă” uneori de mai multe ori într-o singură pagină. Capitolul VII este unul unde aceste referiri apar pregnant.

## Controversele
În comunitatea musulmană, romanul a declanșat mari controverse, pentru ceea ce musulmanii au considerat a fi referiri blasfemice. După răspândirea acestor controverse, cartea a fost interzisă în India și arsă la demonstrații din Regatul Unit. La jumătatea lui februarie 1989, după o revoltă violentă în Pakistan, Ayatollahul Ruhollah Khomeini, Conducătorul Suprem al Iranului și teolog musulman șiit, a emis o fatwa prin care cerea tuturor bunilor musulmani să-l ucidă pe Rushdie și pe editorii săi, sau să-i ajute pe cei ce-l pot ucide dacă nu o pot face ei înșiși.
După fatwa, Rushdie a fost pus de către guvernul britanic sub protecția poliției. În ciuda unei declarații conciliante a Iranului în 1998, și după ce Rushdie a declarat că nu va mai trăi ascuns, agenția de știri a statului iranian a relatat în 2006 că fatwa va rămâne în vigoare permanent deoarece ea nu poate fi retrasă decât de persoana care a emis-o, iar Khomeini murise între timp.
În anul 2010, Rushdie nu a fost rănit, dar alte persoane implicate în publicarea cărții au suferit acte de violență. Hitoshi Igarashi, care a tradus cartea în japoneză, a fost înjunghiat și ucis la 11 iulie 1991; Ettore Capriolo, care a tradus-o în italiană, a fost grav rănit într-o acțiune similară în aceeași lună; William Nygaard, editorul din Norvegia, a supraviețuit unei tentative de asasinat la Oslo în octombrie 1993, iar Aziz Nesin, translatorul de limbă turcă, a fost ținta unor evenimente ce au dus la masacrul din 2 iulie 1993 din Sivas, care s-a soldat cu moartea a 37 de oameni. Turcia este singura țară predominant musulmană unde cartea nu a fost cenzurată politic.